# Мішель Бахман
Міше́ль Марі́ Ба́хман (англ. Michele Marie Bachmann; нар. 6 квітня 1956) — американський політик, член Палати представників Конгресу США від штату Міннесота. Колишній сенатор штату Міннесота. Є членом «Руху чаювання», засновниця фракції «чаювальників» у Конгресі США. 2011 року була однією з кандидатів на посаду Президента США від Республіканської партії, але не отримала достатньої підтримки від членів партії і зняла свою кандидатуру.

## Цікаві факти
Бахман періодично плутає дати тих чи інших подій. Наприклад, вона привітала Елвіса Преслі з днем народження в річницю його смерті. Іншим разом вона заявила: «Американці бачать підйом Китаю, Індії, Радянського Союзу».